# エルンスト・フリードリヒ・フォン・シュロトハイム

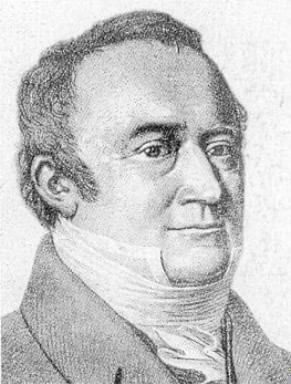
Ernst Friedrich von Schlotheim

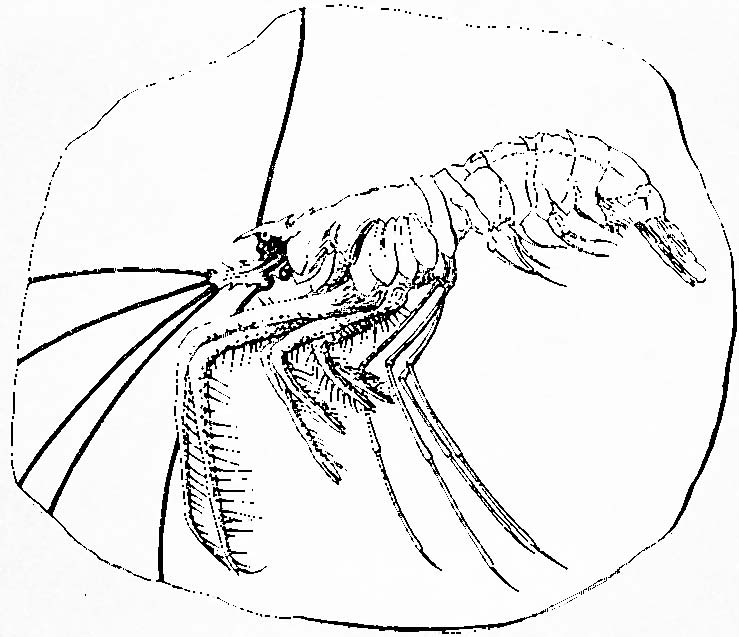
著作の図版

エルンスト・フリードリヒ・フォン・シュロトハイム（Ernst Friedrich von Schlotheim、1764年4月2日 - 1832年3月28日）はドイツの貴族、古生物学者である。化石のコレクションを作り上げ、近代的な古生物学の創始者の一人となった。

## 略歴
ゴータに生まれた。ドイツのザクセン地方を支配するエルネスティン家のエルンスト・ルートヴィヒ・フォン・シュロトハイムの子に生まれた。8歳である1772年に、後に有名な歴史家となるヨハン・ゲオルク・アウグスト・ガレッティが家庭教師として雇われた。1776年に父親がグレフェントナの領主となったためグレフェントナに移った。1778年からガレッティにかわって神学者のクレドナー（Johann Christian Credner）から教育を受けた。1782年にゲッティンゲン大学に入学し、法律などの他に自然科学も学んだ。ゴータ出身の比較解剖学者、動物学者、人類学者、ヨハン・フリードリヒ・ブルーメンバッハの教えを受け、友人となった。ヨーロッパ旅行の後、グレフェントナに戻り、鉱物学や金属学の研究を初め、アブラハム・ゴットロープ・ウェルナーと知り合い、フライベルク鉱山学校のアレクサンダー・フォン・フンボルト、ヨハン・カール・フライエスレーベン、レオポルト・フォン・ブーフと研究をおこなった。
鉱業や精錬事業などを行った後、新設された博物館の監督などを務め、1828年にはザクセン＝コーブルク＝ゴータ公国の高等顧問官（Oberhofmarschall）を務めた。
ゴータで採取された植物化石（印象化石）と現生する植物との比較研究を行ったことで知られる。著書に『先史時代の植物の研究』（"Ein Beitrag zur Flora der Vorwelt":1804年）や『化石』（"Die Petrefactenkunde":1820）などがある。
1808年にバイエルン科学アカデミーの会員になり、1823年にデンマーク王立科学アカデミー、ドイツ科学アカデミーレオポルディーナの会員に選ばれた。